# V518 Возничего
V518 Возничего (лат. V518 Aurigae) — одиночная переменная звезда в созвездии Возничего на расстоянии (вычисленном из значения параллакса) приблизительно 6962 световых лет (около 2134 парсеков) от Солнца. Видимая звёздная величина звезды — от +11,5m до +10,5m.

## Характеристики
V518 Возничего — красная пульсирующая медленная неправильная переменная звезда (LB:) спектрального класса M. Эффективная температура — около 3295 K.